# Caralis (traghetto)
La Caralis era una nave traghetto appartenente alla Classe Sociale, una serie di tre unità derivate dalla conversione in traghetti passeggeri di altrettanti ro-ro merci. Rimase in servizio con questo nome per Tirrenia dal 1988 al 2000. In seguito fu venduta alla compagnia indonesiana PELNI, prendendo il nome di Fudi.

## Caratteristiche
Originariamente la nave era un ro-ro merci varato nel 1979 con il nome di Staffetta Ligure e disponeva di tre ponti garage con una capacità totale di 1620 metri lineari di carico, corrispondenti a 106 semirimorchi e 100 autovetture. Nel 1987 la Tirrenia, spinta dall'esponenziale aumento dei traffici passeggeri da e per la Sardegna, decise di convertire la Staffetta Ligure e le gemelle Staffetta Mediterranea e Staffetta Jonica in traghetti passeggeri.
Dopo la trasformazione, durante la quale le sovrastrutture della nave erano state prolungate fino a poppa con l'aggiunta di due ponti, la stazza lorda del traghetto passò a 11.315 tonnellate, mentre la capacità di trasporto aumentò a 1.300 passeggeri e 410 autovetture. Le linee di carena rimasero invece immutate. Rinominata Caralis, la nave disponeva di bar, ristorante, self-service, cinema, poltrone di seconda classe, 64 cabine di prima classe e 130 cabine di seconda classe.
Durante il servizio in Indonesia fu aggiunto un portellone laterale a poppa sul lato di dritta.

## Servizio
La nave fu varata il 12 giugno 1979 al Cantiere navale di Sestri Ponente con il nome di Staffetta Ligure, venendo consegnata alla Tirrenia il 14 novembre dello stesso anno. La compagnia statale la immise insieme alle gemelle sui collegamenti Genova - Napoli - Tripoli e Trieste - Tripoli, spostandola poi sulle linee merci da e per la Sardegna in seguito alla chiusura di queste rotte.
Nel 1987 la nave fu trasformata in traghetto passeggeri, rientrando in servizio con il nome di Caralis l'anno successivo sulla rotta Genova - Porto Torres; in seguito la Caralis fu impiegata su diversi altri collegamenti da e per la Sardegna.
Il 14 marzo 1996 il traghetto, partito da Cagliari e diretto a Civitavecchia, andò a sbattere violentemente contro l'isola Serpentara, una propaggine a sud-est della costa sarda. A bordo vi erano 371 passeggeri; non ci furono vittime né feriti gravi. Per liberare la nave fu necessario tagliare il bulbo a prua; la Caralis fu poi mandata nei cantieri di Messina per le riparazioni.
Il 22 novembre 1999 la Caralis effettuò il suo ultimo viaggio per Tirrenia tra Napoli e Cagliari, venendo venduta alla indonesiana Pelayran National Indonesia (PELNI) nel giugno del 2000; ribattezzata Fudi, fu immessa nei collegamenti tra Surabaya, Ujung Pandang e Balikpapan. Il 6 aprile 2011, mentre veniva sottoposta a dei lavori a Surabaya, la nave si capovolse in porto, pare per una falla allo scafo. La nave fu in seguito demolita in loco.

## Origine del nome
Come le gemelle, dopo la trasformazione la nave assunse il nome di uno degli storici Giudicati Sardi, quattro stati indipendenti formatisi in Sardegna in seguito alla perdita di controllo sul territorio da parte dell'Impero bizantino; in particolare Caralis fa riferimento al nome latino della città di Cagliari ed al giudicato del quale era capitale.

## Navi gemelle
- Arborea
- Torres
- Prima della trasformazione in traghetto passeggeri la nave era molto simile esteriormente alle navi tipo Apulia in servizio per il Lloyd triestino e alla quasi gemella di queste ultime Julia (poi Campania, Guido e Carlo Morace).